# 火灰山矾
火灰山矾（学名：Symplocos dung），为山矾科山矾属下的一个植物种。